# Мемьо
Мемьо́ (бирм. မေမြို့) — город в центральной части Мьянмы, на территории административного округа Мандалай. Административный центр одноимённого района.

## История
Название города связано с именем Джеймса Мэя, командира расквартированного в городе 5-го бенгальского туземного пехотного полка Бенгальской армии. В Мемьо располагалась летняя резиденция британской колониальной администрации.

## Географическое положение
Город находится в центральной части провинции, к востоку от реки Иравади и города Мандалай, на расстоянии приблизительно 245 километров к северо-северо-востоку (NNE) от столицы страны Нейпьидо. Абсолютная высота — 1089 метров над уровнем моря.

## Население
По данным официальной переписи 1983 года, население составляло 63 782 человек.
Динамика численности населения города по годам:
| 1983   | 1993   | 2013    |
| ------ | ------ | ------- |
| 63 782 | 85 712 | 167 294 |

## Экономика и транспорт
Основными продуктами городского экспорта являются цветы, фрукты и овощи. Развито шелководство.

Сообщение Мемьо с другими городами осуществляется посредством железнодорожного и автомобильного транспорта, в частности, с городом Лашо Мемьо соединяет виадук Готейк — самый высокий мост в стране, а на момент открытия (1900 год) также был самым высоким железнодорожным мостом типа Trestle в мире. К юго-западу от города расположен небольшой аэропорт (ICAO: VYAS).

## Достопримечательности
В окрестностях города расположен Национальный ботанический сад Кандогьяй, занимающий площадь 177 гектаров.

## Известные люди
- С 1940 по 1942 году в Мемьо жила британская художница Сильвия Моллой, оставившая множество картин и зарисовок жителей Бирмы. Часть из этого наследия хранится в Британской библиотеке.[8]